# Sint-Joriskerk (Jeuk)
De Sint-Joriskerk is een kerkgebouw in Jeuk in de Belgische gemeente Gingelom in de provincie Limburg. De kerk ligt op het hoogste punt van het dorp aan de Houtstraat (N789) met ten zuiden en westen van het gebouw het kerkhof. Tegenover de kerk ligt de Lindehoeve.
De kerk is de parochiekerk van het dorp en is gewijd aan Sint-Joris.

## Opbouw
Het neoclassicistische bakstenen gebouw is niet georiënteerd en bestaat uit een ingebouwde toren van natuursteen, een driebeukig schip met zes traveeën en een koor van een travee met aan de binnenzijde een halfronde en aan de buitenzijde een driezijdige koorsluiting.
De oostgevel is streng neoclassicistisch opgetrokken in natuursteen en arduin, voorzien van hoekpilasters en per niveau onderbroken door arduinen banden. De gevel heeft verder een rondboogdeur die geflankeerd wordt pilasters met daarboven een hoofdgestel en een fronton. Het portaal wordt geflankeerd door nissen gesitueerd in een groter rondboogvormig spaarveld en boven het portaal bevindt zich een dito spaarveld met daarin een rondboogvenster. De aanzet van de toren wordt door twee voluten geflankeerd. De toren heeft aan iedere zijde een rondboogvormig galmgat met daarboven een oculus. De oculi aan iedere zijde worden met elkaar verbonden door een omlopende lijst die steeds de boogrug volgt. De toren heeft boven het dak van het schip twee geledingen en wordt getopt door een ingesnoerde naaldspits. In de noordgevel en zuidgevel van zowel het schip en het koor bevinden zich rondboogvensters met een omlijsting van arduin, met aanzetstenen, sluitsteen en lekdrempel. De muren hebben een opvallende rij steigergaten. Het schip en het koor worden onder één zadeldak van leien gedekt.
Het interieur is in de stijl van neobarok. Het middenschip wordt gescheiden van de zijbeuken door rondboogarcaden die rusten op hoge gemarmerde Toscaanse zuilen die voorzien zijn van een polygonaal basement, een eierlijst en een dekplaat. Pilasters met eenzelfde stijl zijn er toegepast in de zijbeuken. In de bovenmuren zijn er medaillons met heiligen aangebracht. Het schip wordt overwelft door Boheemse kappen geplaatst tussen gordelbogen. Het rechte koortravee wordt overwelft door een koepel op versierde pendentieven en de koorsluiting door een halve koepel met casementen en een zware fries (kunst).

## Geschiedenis
In 1855 werd de kerk gebouwd.
In het eerste kwart van de 20e eeuw werd de toren gebouwd.